# Кгатленг
Кгатленг (англ. Kgatleng) - округ в Ботсвані. Адміністративний центр - місто Мочуді.

## Географія
Через округ проходить залізниця з Мукане (Центральний округ) в Габороне. По Кгатленгу протікають притоки Лімпопо.
Сусідні області:
- Центральний - на півночі
- Південно-Східний і Північно-Західна провінція (ПАР) - на півдні
- Квененг - на заході
- Лімпопо (ПАР) - на сході

## Адміністративний поділ
Адміністративно округ складається з одного субокруга Кгатленг.